# 陸奥白浜駅
陸奥白浜駅（むつしらはまえき）は、青森県八戸市大字鮫町字横道通にある、東日本旅客鉄道（JR東日本）八戸線の駅である。

## 歴史
- 1961年（昭和36年）4月15日：日本国有鉄道の駅として開業[2]。
- 1987年（昭和62年）4月1日：国鉄分割民営化により、JR東日本の駅となる[2]。
- 2015年（平成27年）12月1日：本八戸駅の業務委託化による駅長・助役配置廃止に伴い、八戸駅長管理下となる。
- 2024年（令和6年）10月1日：えきねっとQチケのサービスを開始[1][3]。

## 駅構造

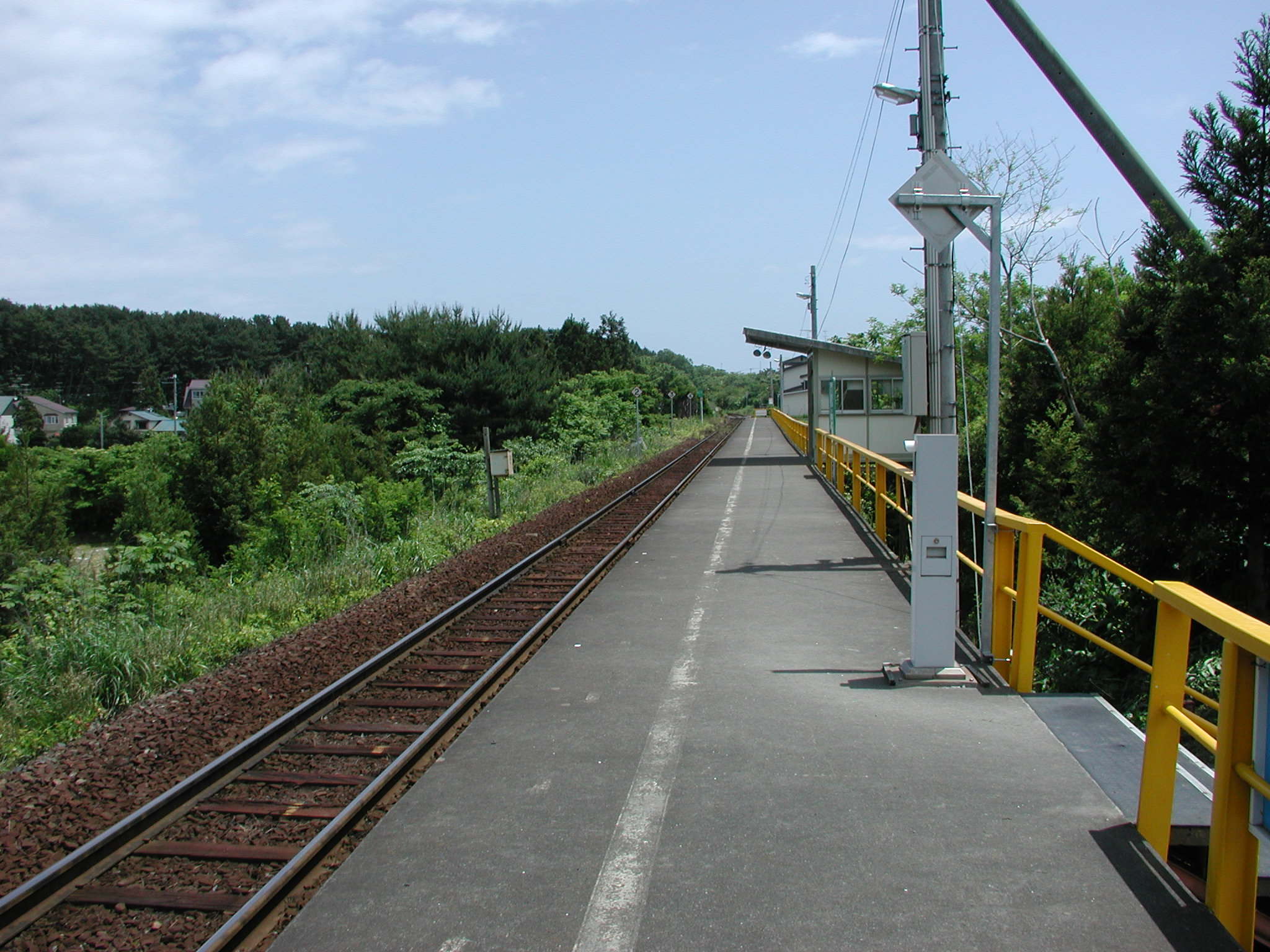
ホーム（2008年6月）

単式ホーム1面1線を有する地上駅で、八戸駅管理の無人駅である。また、ホーム上に待合室がある。

## 駅周辺
- 大須賀海岸
- 白浜海水浴場
  - 海水浴シーズンには海の家を営業。

## バス路線
駅から徒歩約3分の県道1号沿いに「白浜」バス停留所がある。
- 八戸市営バス
  - 種差海岸通り・金浜小学校方面
    - 14：法師浜（種差）行き
    - M15・15：金浜小学校前行き

  - 砂森・労災病院通り方面
    - 3：旭ヶ丘営業所行き
    - C5：中心街（朔日町）行き（1日1本のみ）
    - 20：鮫行き（土曜／休日朝1本のみ）
    - 35：市民病院行き（平日朝1本のみ）

  - 大須賀海岸・葦毛崎展望台方面　種差海岸通り・種差海岸駅
    - ワンコインバス・うみねこ号（季節運行）鮫行き

## 隣の駅
東日本旅客鉄道（JR東日本）
■八戸線
鮫駅  - *（臨）プレイピア白浜駅 - 陸奥白浜駅 - 種差海岸駅
*打消線は廃駅